# リブルラブル
『リブルラブル』 (Libble Rabble) は、1983年12月16日にナムコ(後のバンダイナムコアミューズメント) から稼働されたアーケード用アクションゲーム。
紐状のラインの両端に付いた魔法の道具である「リブル」と「ラブル」を操作し、様々なキャラクターを取り囲んでホブリンからキノコ達を守る事を目的としている。日本のコンピュータゲームで初めてCPUに「MC68000」を使用した作品である。
1993年に『ビデオゲームアンソロジー』シリーズとしてX68000に移植された他、1994年にはFM-TOWNSおよびスーパーファミコンに移植された。アーケード版はWindows 95/98用ソフト『ナムコ・コレクション Vol.2』（1999年）に収録された他、同年にメディアカイトより単体で発売された。2009年にはWii用ソフトとしてバーチャルコンソールアーケードにて配信。2021年にアーケードアーカイブスの1作品としてPlayStation 4版とNintendo Switch版が配信された。
アーケード版はゲーメストムック『ザ・ベストゲーム』にて第27位を獲得した。

## ゲーム内容

### システム
プレイヤーは8方向レバー2本を用い、矢印の形状をした「リブル」（左向きの赤い矢印）と「ラブル」（右向きの青い矢印）を操作し、それぞれの矢印の先から繋がって伸びているラインを使って敵キャラクタなどを囲い、バシシという魔力を用いて捕えたり、やっつけたりすることを目的としたゲームである。
リブル、またはラブルが特定の敵に接触するか、後述するエネルギーがなくなるとミスとなり、手持ちのリブルラブルがなくなるとゲームオーバーとなる。

### 「バシシ」とは
ラインで囲むことによって発生する魔力のことをバシシと呼ぶ。「囲んだときに画面が光るんですが、それに擬音をつけるとしたら『バシシッ！』かなと思ったんです」との岩谷の発案に由来する。プレイヤーやメディアにおいては囲む行為自体を「バシシ（する）」と表現されることが多い。
リブルとラブルの間に存在するラインは伸縮させたり、画面フィールドに配置されている杭に引っかけて自由に変形させることができる。このラインにリブルまたはラブルを接触させる、あるいはライン同士を接触させることでバシシすることができる。また、杭にラインを引っかけたまま上下左右の外周のうち、どこか一辺にリブルとラブルを接触させることでもバシシを行うことができる。
ラインは一度囲んだり、シェアーに切断されると、現時点でのリブルとラブルの位置から直線状に再出現する。また、画面内のキャラクターは引かれているラインより先に移動することはできず、これを利用することにより多くのキャラクターを囲うことができる。
ただし、バシシを行うと、ラインで囲まれたフィールドの土地が徐々に痩せ、エネルギーの元となる植物の成長に影響が出る。そのため、必要最小の範囲でバシシを行う戦略性が生まれている。
狙って成功させるのは困難だが、外周に接しているトプカプやシェアーなどを直に囲まなくてもバシシする方法もある。前述の通り、外周の一辺を使用してバシシすることができるが、その際は外周がリブルラブルのラインと同じ役割を果たしていることとなる。しかし、外周を使用するバシシとしないバシシを分けて処理すると非常に負担がかかる。このゲームはただでさえ処理が重いため、さらにハードに負担を強いることを避けるよう「バシシしたときはどこの外周もラインの機能を持たせる」こととしている。このことにより、直にバシシせずとも、極端な場合、空バシシであっても、囲んだ瞬間は全ての外周にバシシの判定が発生し、その時点で外周に接しているトプカプやシェアーをもバシシしたことになる。これを「遠隔バシシ」や「タイミングバシシ」などと呼んだ。

### エネルギー
リブルラブルにはエネルギーという概念が存在し、フィールドの外周を取り囲むようなゲージで残量が示される。エネルギーは時間の経過とともに減少していき、エネルギーがまったくなくなるとミスとなる。
エネルギーはマシュリンと呼ばれるキノコ、フィールド上で育った植物をバシシすることで補充することが可能となっており、補充したエネルギーが一定量を超えるとオーバーチャージと呼ばれる状態となり、BGMが変化、リブルとラブルが無敵となる。
オーバーチャージの状態でマシュリンを全てバシシする方法でシーズンをクリアすると残りのエネルギーがボーナス得点となる。

### アイテム

#### 植物
エネルギー回復アイテム。採取せず放置することで成長し、成長度が高いものほど回復度合が大きくなる。また、成長するスピードはフィールドの荒れ具合によって変化する。ボーナスステージ移行を除くと、これ以外のエネルギー回復手段は事実上期待できないに等しいため、これらを枯渇させず育てる事がゲーム攻略への近道となる。※回復度合は、先述のマシュリン囲み時を「1」としたもの。
種（5回復）シーズン1スタート時にフィールド上に配置される。また、時折フィールド上に自然発生する。時間の経過によって芽に成長する。
芽（10回復）成長過程のひとつ。時間の経過によって花に成長する。
花（25回復）成長過程のひとつ。時間の経過によって実になる。シェアーが通過すると枯れて消滅する。
実（40回復）成長過程の最終形態。採らないまま時間が経つと種になるが、その数は実が位置しているフィールドの荒れ具合に依存する（0 - 3個）。また、画面上のキャラクタ総数にも依存する場合がある。
チェンジ能力を失った状態のチェンジャーが摂取すると、チェンジ能力が回復する。

#### 宝物
宝箱をバシシすると高得点となる宝石、あるいは魔法のアイテムが出現する。魔法のアイテムはシーズン7以降の秋にのみ出現する。

##### 宝石類
鏡4,000点。出現確率は135/256。
魔法のランプ6,000点。出現確率は60/256。
アミュレット・オブ・エメラルド8,000点。出現確率は30/256。
ルビーの指輪10,000点。出現確率は16/256。
アメジスト・ブローチ20,000点。出現確率は8/256。
ブライト・クリスタル40,000点。出現確率は4/256。
シルバー・クラウン60,000点。出現確率は2/256。
ゴールド・クラウン100,000点。出現確率は1/256。

##### 魔法のアイテム
ハート土壌の状態により、種が0 - 3個飛び出す。
ツボエネルギーが少し回復する。
砂時計一定時間敵およびエネルギーの消費が停止する。
水晶玉次の2シーズンだけ宝箱の出現位置を教えてくれる。
剣エネルギーがオーバーチャージされる。
クローバー荒れた土を元に戻す。
カブトシーズンクリアとなる。
スペシャルフラッグリブルラブルの残数が1組増える。

### その他
- ランキングはスコア順ではなく「奇跡（後述）を起こした回数」の順で、その数が同じ場合はシーズン数の少ないプレイヤーが、それでも同数の場合はスコアが高いプレイヤーが上位に来るようになっている。ハイスコアを更新しても奇跡を起こした数が少ない乃至0回の場合、スコアの多寡に関わらず下位にランクインされたり、あるいは全くランクインされなかったりする。このゲームでは、宝箱の中身がランダムで得点が最低4,000点 - 最高10万点と幅があり、通常のゲームとは異なりスコアが高いほど優秀なプレイヤーとは限らないためである。
- 表示キャラクタ数が多くなると敵の動きは遅くなるが、リブルラブルの動きは遅くならない。そのため、花畑を育てマシュリンをあまりバシシしないなどし、画面上の表示キャラクタ数を増やすとゲームの攻略がとても楽になるという攻略法がある。
- 自機のラインを直角に交差させるとバシシされない。これを利用してキャラクタを「生け捕り」しておく事が出来る。マシュリンを生け捕りしたままボーナスステージに入ると、ボーナスステージ中にマシュリンが動く。
- デモ中にバシシして赤く点滅している間にコインを投入してゲームを始めると、説明の文字が黒くなってしまう。
- 非常に小さくバシシすると、画面中がすべてバシシされてしまう現象が起こる。そのシーズンはクリアとなるが花畑などが全滅してしまうため、その後はエネルギーの回復が難しくなり、厳しい状況となる。
- 時折、全く杭の存在しない状態でシーズンが開始されることがある。バシシすることが不可能であるため、そのシーズンはクリアすることが出来ない。

## 設定

### ストーリー
アーケード版CMとスーパーファミコン版ゲーム内では大きく設定が異なるため2つ記載する
- アーケード版CM - リブル・ラブルの2人が宝物を見つける
- スーパーファミコン版 - ある日の事、ホブリンが畑のキノコに魔法を掛けて連れ去ろうとしていた。村の住民は、リブルラブル（魔法の道具）をつかってキノコ達を守る事にした。

### ステージ構成
各ステージはシーズンと呼ばれ、下記に挙げる2つの方法でクリアすることができる。
- 各シーズンに20匹いるマシュリンを全てバシシする。
- トプカプと呼ばれる妖精をバシシしてキーワードを揃える。

シーズンはクリアするたびに春夏秋冬の順で進んでいき、シーズンの進行と共に難易度が上昇していく。
また季節ごとに杭の配置に特色が持たされている。春と夏ではバシシするための杭が方眼状に多く配置されている。シーズン7以降の秋には春・夏の約半分、8面以降の冬には更に少数の杭で構成されたシビアな配置となる。
杭の配置パターンはシーズン40まで用意されており、それ以降はシーズン21からのループとなる。

### 宝箱とボーナスステージ
各シーズンには必ず1つ宝箱が隠されており、比較的狭い範囲をバシシすることで出現させることができる。宝箱の中にはトプカプと呼ばれる6匹の妖精とアイテムが入っている。
宝箱の出現位置はゲーム序盤のシーズン1では常時、シーズン2ではスタート後の数秒間、宝箱のシルエットが出現し、その場所を知らせるがシーズン3以降は通常は知らされることはなく、バシシをした際に「そこに宝箱がある」という合図がプレイヤーへ知らされる。合図は画面がしばらく点滅することで伝えられ、直前にバシシしたエリア内に宝箱が存在するということが判別できるようなギミックとなっている。ただし、これは広い範囲をバシシした場合に限り、宝箱が出現してしまうほどの狭い範囲をバシシをした場合は画面は点滅せず、運悪く宝箱が存在していた場合は予期せず宝箱が出現してしまう。また、バシシの際に余分に伸びていたライン（例えばバシシしたラインの形状が「6」や「P」のような状態）の位置に宝箱があり、かつバシシの範囲が狭いと宝箱をもバシシしたことになり出現してしまう。
そのようにして探し出した宝箱を出現させると、出現と同時に中に入っているトプカプ達が放射状に飛び出し、画面フィールド上に拡散する。また、画面上に出現した宝箱をバシシすると高得点の宝石類や様々な効果を及ぼす魔法アイテムが出現するようになっている。
宝箱から出現するトプカプは画面上部中央に記述されるキーワードを構成する要因となっており、それぞれがアルファベットを1文字ずつ持っている。トプカプ達をバシシしてすべて捕えて6文字のキーワードを完成させると奇跡が起こり、簡単なデモンストレーション画面を経た後、ボーナスステージへ進む。
ボーナスステージでは限られた時間内に隠された6つの宝箱を探すことが目的となる。ボーナスステージの開始時には宝箱が数秒間点滅表示され、その後見えなくなる。これら宝箱の位置を記憶し、バシシして出現させ、さらに宝箱バシシしてアイテムを出現させてボーナス得点の獲得を狙う。この場合の限られた時間とは、奇跡を起こした時点での残りエネルギー量が0になるまでの時間であり、場合によってはほとんど何もできないこともある。
複数の宝箱の位置を記憶したままゲームを操作することは多少の困難が伴うため、宝箱のあった位置にコインなどを置き目印とする方法が多用された。また、一部のゲームセンターではマーキングを行うための専用アイテムとして「バシシマーカー」を配布していた。このような攻略法は当時主流となっていた筐体デザインがテーブル型だったことから確立されたものである。
ボーナスステージが終了すると、植物が最も成長しやすい状態にフィールドの状態がリセットされてゲームが再開する。

### ボーナスステージのキーワード
トプカプによる文字は6文字までのため、7文字ある場合7文字目は最初から公開されている。
- FLOWER
- RAINBOW
- JEWELS
- ??????（ランキング1位のNAME）

ゲーム終了時に表示されるランキングTOP5画面にて、1位となっているプレイヤーの名前。初期設定は同社のゲーム名「RALLYX」となっている。
- BRIDAL

このキーワードのみ、ボーナスステージ前にはメンデルスゾーンの「結婚行進曲」がBGMで流れる。この編曲は小沢純子が手がけた。
- FANTASY

このボーナスステージの出現は非常にまれである。
（以下のボーナスステージは、スーパーファミコン版の「ミラクルモード」時のみ出現するボーナスステージ）
- FRUITS
- SEASON
- ©NAMCO（ナムコ40周年）
- TOYPOP

このキーワードのみ、ボーナスステージ前に『トイポップ』のメインBGMが流れる。
- SPECIAL
- DRAGON
- EXTEND

このキーワードを揃えるとリブルラブルが1組増える。
- POWERUP

このキーワードを揃えると次のシーズン開始時にはオーバーチャージ状態でスタートする。

## 登場キャラクター
リブル・ラブル（LIBBLE & RABBLE）本作におけるプレイアブルキャラクターであり、赤色の左向き矢印がリブルで青色の右向き矢印がラブルである。アーケード版のCM内では2人のキャラクターとして登場するなどしている一方、スーパーファミコン版では村に伝わる魔法の道具として登場している。キャラクターとしてはCM内でのリブルの一人称は「ぼく」である。道具としては2つの矢印状をした本体が対となっており、ラインで繋がっている。
マシュリン（MUSHLIN）ホブリンに魔法をかけられたキノコ。自機が触れてもミスにならない。外周を使ってバシシすると何匹纏めても各10点だが、外周を使わずに纏めてバシシすると1匹目は10点、2匹目は20点･･･と高得点となり、最高得点は200点である。また、エネルギーが1回復する。
ホブリン（HOBBLIN）4人いる下っぱの魔法使い。それぞれグリーン、パープル、ピンク、オレンジのカラーリングが施されている。それぞれ5匹ずつのマシュリンを引き連れており、それらが全てバシシされたホブリンはフィールド上にある「実」を盗んでいく。通常はランダムにフィールド上を動き回っているが、時々目を吊り上げて追い掛けて来る。この状態の事を「チャイニーズ・ホブリン」と呼ぶ。また、追尾するのは常にラブル側のみという性質がある。各500点。
シェアー（SHEARS）ランダムに外周上に出現、向いている方向に一直線に進む。進行上にある自機のラインを切ったり、育った花を切って枯らす。自機が触れてもミスにならない。1,000点。
チェンジャー（CHANGER）シーズンクリアに時間がかかると出現。高次シーズンでは比較的早めに登場するようになる。フィールドの四隅のいずれかから現れ、画面を大きく蛇行する。自機のラインがこのキャラクターに触られると、リブルとラブルの位置が入れ替わる。一度この能力を使うと自身の色が変化し能力を喪失、再度ラインに触れても入れ替わらなくなる。この場合、能力は実を摂取するまで回復しない。1,500点。リブルとラブルの位置関係が変わると操作が混乱するが、操作レバーを左右逆に持ち替える事で対処できる。
キラー（KILLER）シーズンクリアに時間がかかると出現。高次シーズンでは比較的早めに登場するようになる。クルクルと回転しながら、自機のラインに触れるとスパークし、エネルギーを吸い取りながらライン上を伝って自機を襲ってくる。オーバーチャージ中でもエネルギーは吸い取られる。常に2体が対となって出現するが動き自体は独立している。片方だけをバシシした場合でも双方消滅するが、得点が入るのは囲んだ方のみ（両方とも囲んだ場合は両方とも）。各2,000点。
ガーゴル（GARGOLE）宝箱のすぐ側に潜んでいて、小さく囲むと出現する。植物を枯らす。自機を追いかけてくるが画面の最も下には移動出来ない。4,000点。名前の由来は、ガーゴイル。
トプカプ（TOPCUP）
宝箱を開くと、中から飛び出してくる6匹の妖精。それぞれキーワードの文字に対応しており、バシシして全部揃えると、魅惑のボーナスステージへ進む。各2,000点。名前の由来はトプカプ宮殿。
桃トプカプ（ピンク）1文字目に対応していて、左上へと飛び出す。アニメ版では白い角が一番短く、髪の毛？を右と左に丸く束ねている。
茶トプカプ（ブラウン）2文字目に対応していて、左へと飛び出す。アニメ版では一番太っており、他のトプカプが宝箱を飛び出しているのに、これから宝箱を出ようとしている図が多く描かれている。
緑トプカプ（グリーン）3文字目に対応していて、左下へと飛び出す。アニメ版では一番精悍な感じのキャラ。
赤トプカプ（スカーレット）4文字目に対応していて、右下へと飛び出す。アニメ版では前髪が伸びており、右手首にブレスレットをしている。
紫トプカプ（バイオレット）5文字目に対応していて、右上へと飛び出す。アニメ版では唯一濃い眉毛があり、しかめっ面。また両足首にアンクレットをしている。
灰トプカプ（グレイ）6文字目に対応していて、右へと飛び出す。アニメ版では上目が隠れるくらい前髪が伸びており、左手に花束を持っている。

## 移植版
| No. | タイトル                                   | 発売日         | 対応機種                                  | 開発元         | 発売元         | メディア                                        | 型式       | 備考               |
| --- | ------------------------------------------ | -------------- | ----------------------------------------- | -------------- | -------------- | ----------------------------------------------- | ---------- | ------------------ |
| 1   | ビデオゲームアンソロジーVol.4 リブルラブル | 1993年6月25日  | X68000                                    | ゲームのるつぼ | 電波新聞社     | 5インチ2HDフロッピーディスク                    | DP-3205026 |                    |
| 2   | リブルラブル                               | 1994年3月1日   | FM-TOWNS                                  | マイコンソフト | 電波新聞社     | CD-ROM                                          | DP-3301216 |                    |
| 3   | リブルラブル                               | 1994年9月22日  | スーパーファミコン                        | ナムコ         | ナムコ         | ロムカセット                                    | SHVC-26    |                    |
| 4   | リブルラブル                               | 1998年8月1日   | スーパーファミコン （ニンテンドウパワー） | ナムコ         | ナムコ         | フラッシュロムカセット                          | -          |                    |
| 5   | ナムコ・コレクション Vol.2                 | 1999年4月30日  | Windows 95/98                             | ナムコ         | ナムコ         | CD-ROM                                          | -          |                    |
| 6   | Super1500 リブルラブル                     | 1999年7月16日  | Windows 95/98                             | ナムコ         | メディアカイト | CD-ROM                                          | -          |                    |
| 7   | リブルラブル                               | 2009年11月17日 | Wii                                       | バンナム       | バンナム       | ダウンロード （バーチャルコンソールアーケード） | -          | アーケード版の移植 |
| 8   | リブルラブル                               | 2021年11月11日 | PlayStation 4 Nintendo Switch             | ナムコ         | ハムスター     | ダウンロード (アーケードアーカイブス)           | -          | アーケード版の移植 |

X68000版
ビデオゲームアンソロジー vol.4 『リブルラブル』として専用十字パッドを同梱して発売。パッドは十字キーが左右についたファミコン用に近いサイズでA・Bボタンもあり、他のゲームにも使用可能だった。また、復刻版バシシマーカーも同梱されていた。
FM TOWNS版
こちらも同じく専用十字パッドと復刻版バシシマーカーを同梱しての発売。
スーパーファミコン版
家庭用ゲーム機としては初移植となる。紙芝居風のデモや裏技でミラクルモードが遊べるなどオリジナル要素が付いた。設定変更は業務用基板のディップスイッチ風に行いサウンドテストも可能。付属品として十字キーカバーのアタッチメントが同梱され、ABXYボタンの上に載せることで疑似的な2つ目の十字キーとしたり、2つのコントローラの十字ボタンを使用するなど、複数の操作方法が用意されていた。また、マニュアル内には「バシシブック」の復刻版も収録された。
Wii版
バーチャルコンソールアーケード用ソフトとして配信。内容はアーケード版の完全移植だが、操作方法はクラシックコントローラによる操作（アナログスティック2本または十字ボタン+abxyボタン）となる。
アーケードアーカイブス版
タッチパッドを使用してバシシマーカーを置ける設定が可能となっている（Switch板は携帯モード時のみ）。

## 開発
開発はナムコ開発部が行い、企画は『パックマン』（1980年）を手掛けた岩谷徹（プロデュース兼任）と『ボスコニアン』（1981年）を手掛けた佐藤誠市が担当、プログラムは『ラリーX』（1980年）を手掛けた黒須一雄が担当、音楽は『ギャラガ』（1981年）を手掛けた大野木宜幸がメインで担当している。
1980年代初頭のディスコブームに影響され、ディスコホールへ遊びに行っていた岩谷が「囲む」という動詞をヒントに思いついた。岩谷はホールの中を広く使って踊るスタイルであるため、混雑しているホール内では踊れない。ある日、混雑しているホール内にいた岩谷は「ホールにいる人達をロープで囲んで消したい」と思いついたところに着想を得、幼少の頃に遊んでいた「地面に刺したたくさんの釘を結んで遊ぶ陣取りゲーム」を元に具体的なゲームのコンセプトを纏めて企画を仕上げた。この企画はポテトチップメーカーとのタイアップを考慮し、企画名を『ポテト』と名づけた。
その後、「訳のわからない話」を意味する「リブルラブル」にタイトルを変更し、英字表記についても、「左と右」という意味を持たせるため、本来のつづりである「RIBBLE RABBLE」を「LIBBLE RABBLE」に変更した。
企画を実現するためにハードウェアの選定が行われたが、「囲んで塗りつぶす」というグラフィックの処理に求められるハードウェア性能が当時のコンピュータの中では高かったため、小川徹がメインCPUにMC6809、グラフィック制御用にMC68000を用いたハードウェアの回路設計を行った。
ハードウェアが完成した段階でゲームのルールが単純すぎることが判明する。岩谷はプロデュース業で多忙となり別プロジェクトを担当することとなってしまったため、企画は佐藤誠市へ引き継がれた。ここで宝箱の設定などが盛り込まれてゲームデザインにアレンジが施されて完成度が高まった。戦略性を重視したゲームに、と考えていたが大きく囲んで一気に倒してしまうと戦略性を必要とせず、当時Apple IIで流行っていた『ウィザードリィ』（1981年）の宝箱探しの要素を盛り込んだという。大幅な仕様変更にプログラムを担当していた黒須は難色を示したが、最終的には完成まで漕ぎ付け発売に至った。
当時、日本国外でも販売しようとミッドウェイゲームズに持ち込んだが「良い作品ではあるが良い商品ではない」と言われてしまった。
アイディアが良かったので非常に面白いゲームになったが思ったようには売れなかった、と本人がインタビューで述べている。

## スタッフ
- 企画：岩谷徹、佐藤誠市
- ハードウェア：小川徹
- プログラム：黒須一雄
- 音楽：大野木宜幸、小沢純子

## 評価
アーケード版
- ゲーメストムック『ザ・ベストゲーム』（1991年）において、ゲーム誌『ゲーメスト』読者による全アーケードゲームを対象とした人気投票で第27位を獲得、同書にてライターの山河悠理は「キャラクターのかわいさなどはナムコらしさが出ている」とキャラクター造形に関して肯定的に評価した一方、8方向ツインレバーであった事から操作性に関しては「一風変わっている」ともコメントした。また、初めてMC68000を使用したゲームのためバグが多かった事を指摘したが、「奇跡」を起こした際のグラフィックに関しては「超きれいなのであった」と絶賛した。

- ゲーメストムック『ザ・ベストゲーム2』（1998年）では『名作・秀作・天才的タイトル』と認定された「ザ・ベストゲーム」に選定され、同書にてライターの善之字元帥は、独特な操作系やファンタジックなキャラクター造形がプレイヤーに衝撃を与えた事を指摘し、単純に面クリアのために全バシシを満たすだけでは最終的に手詰まりになるよう工夫されている点などについて、「秀逸である」あるいは「飽きのこないゲームが楽しめるようになっている」と称賛した。また、稼働された当時にプレイヤーはハイスコアや到達した面数などではなく、奇跡を起こした回数と宝箱の中身に関して熱狂したと指摘している。

スーパーファミコン版
- ゲーム誌『ファミコン通信』の「クロスレビュー」では、8・9・6・6の合計29点（満40点）、『ファミリーコンピュータMagazine』の読者投票による「ゲーム通信簿」での評価は以下の通りとなっており、23.2点（満30点）となっている。また、1998年に刊行されたゲーム誌『超絶 大技林 '98年春版』（徳間書店）では、BGMなどのアーケード版の再現性に関して「マニアには涙ものの名作」と肯定的に評価されている。

| 項目 | キャラクタ | 音楽 | お買得度 | 操作性 | 熱中度 | オリジナリティ | 総合 |
| 得点 | 4.0        | 3.6  | 3.9      | 3.7    | 3.8    | 4.2            | 23.2 |

## 備考
- ボーナスステージのBGMのフラワー完成ミュージック元ネタは、とある民族音楽。
- 本作の発表当時放送の、ナムコがスポンサーとなっていたTBSラジオのバラエティ番組『ラジオはアメリカン』（1981年 - 1996年）では、番組内において歌詞の募集が行われた。
- またラジオCMでは、リブルラブルの歌として上記のフラワー完成ミュージックに乗せて歌われているものが使用されていた。
- 1986年9月21日発売の音楽作品『ナムコット・ゲーム・ア・ラ・モード』には、本作のファミコン仮想移植バージョンが収録されている。
- スーパーファミコン版には紙芝居風のデモが挿入されているが、ここに出て来る登場人物のセーサンとクロスの2人は、本作の開発者である佐藤誠市と黒須一雄がモデルである。
- PlayStation用ソフト『ナムコミュージアム Vol.4』（1996年）にはリブルラブルは収録されていないが、ミュージアムモードにおいての展示物の観賞中には、BGMに本作のラウンドBGMがアレンジされたものが使用されている。